# Список премьер-министров Сан-Томе и Принсипи
Список премьер-министров Сан-Томе и Принсипи включает лиц, занимавших этот пост в Демократической Республики Сан-Томе и Принсипи (порт. República Democrática de São Tomé e Príncipe), а также главу переходного правительства, созданного в Автономной Республике Сан-Томе и Принсипи () перед получением страной независимости.
В настоящее время правительство возглавляет Премьер-министр Демократической Республики Сан-Томе и Принсипи (порт. Primeiro-ministro da República Democrática de São Tomé e Príncipe).
Применённая в первом столбце таблиц нумерация является условной. Также условным является использование в первых столбцах цветовой заливки, служащей для упрощения восприятия принадлежности лиц к различным политическим силам без необходимости обращения к столбцу, отражающему партийную принадлежность. Наряду с партийной принадлежностью, в столбце «Партия» также отражён внепартийный (независимый) статус персоналий.

## Переходное правительство (1974—1975)
После победы в апреле 1974 года португальской «революции гвоздик» начались переговоры представителей Движения за освобождение Сан-Томе и Принсипи с новым руководством метрополии, которые увенчались в ноябре 1974 года в Алжире подписанием соглашения о предоставлении Сан-Томе и Принсипи независимости 12 июля 1975 года и создании переходного правительства Автономной Республики Сан-Томе и Принсипи (порт. República autónoma de São Tomé e Príncipe), сформированного 21 декабря 1974 года на паритетной основе колониальной администрацией, которую представлял верховный комиссар Антониу Пиреш Велозу, и островным Движением за освобождение.
|        | Портрет | Имя (годы жизни)                                      | Полномочия      | Полномочия   | Партия                                       | Пр.   |
| Начало | Портрет | Имя (годы жизни)                                      | Окончание       |              | Партия                                       | Пр.   |
| ------ | ------- | ----------------------------------------------------- | --------------- | ------------ | -------------------------------------------- | ----- |
| 1      |         | Леонел Мариу д’Алва (1935—) порт. Leonel Mário d'Alva | 21 декабря 1974 | 12 июля 1975 | Движение за освобождение Сан-Томе и Принсипи | [ 4 ] |

## Список премьер-министров Сан-Томе и Принсипи
Демократическая Республика Сан-Томе и Принсипи (порт. República Democrática de São Tomé e Príncipe) была провозглашена 12 июля 1975 года. Первая конституция, принятая 5 ноября 1975 года, закрепила создание в стране однопартийной политической системы во главе с Движением за освобождение Сан-Томе и Принсипи, руководившим борьбой за независимость.
Отдельный пост руководителя правительства был упразднён с 1979 до 1988 года и восстановлен после инициированного правым крылом правящей партии начала перехода к политическому плюрализму, нашедшему отражение в новой конституции, одобренной на проведённом 22 августа 1990 года референдуме. На состоявшихся 20 января 1991 года первых демократических парламентских выборах победу одержала оппозиционная Партия демократической конвергенции — группа отражения. В последующем депутаты Национальной ассамблеи неоднократно принимали конституционные законы, которые изменяли существенные положения конституции. Происходившие военные перевороты в стране завершались восстановлением конституционного порядка путём переговоров представителей армии и политической элиты в августе 1995 года и в июле 2003 года.
|                                                                   | Портрет     | Имя (годы жизни) | Полномочия       | Полномочия       | Партия | Выборы      | Пр.           |
| Начало                                                            | Портрет     | Имя (годы жизни) | Окончание        |                  | Партия | Выборы      | Пр.           |
| ----------------------------------------------------------------- | ----------- | --- | ---------------- | ---------------- | --- | ----------- | ------------- |
| 2                                                                 |             | Мигел душ Анжуш да Кунья Лижбоа Тровоада (1936—) порт. Miguel dos Anjos da Cunha Lisboa Trovoada                    | 12 июля 1975     | 9 апреля 1979    | Движение за освобождение Сан-Томе и Принсипи                                                                                | 1975        | [ 11 ]        |
| пост упразднён с 9 апреля 1979 года до 8 января 1988 года         |             | |                  |                  | |             |               |
| 3                                                                 |             | Селестину Роша да Кошта (1938—2010) порт. Celestino Rocha da Costa                                                  | 8 января 1988    | 7 февраля 1991   | Движение за освобождение Сан-Томе и Принсипи → Движение за освобождение Сан-Томе и Принсипи / Социал-демократическая партия | [ комм. 2 ] | [ 12 ] [ 13 ] |
| 4                                                                 |             | Даниэл Лима душ Сантуш Даю (1947—) порт. Daniel Lima dos Santos Daio                                                | 7 февраля 1991   | 16 мая 1992      | Партия демократической конвергенции — группа отражения                                                                      | 1991        | [ 14 ]        |
| 5                                                                 |             | Норберту Жозе д’Алва Кошта Алегре (1951—) порт. Norberto José d'Alva Costa Alegre                                   | 16 мая 1992      | 2 июля 1994      | Партия демократической конвергенции — группа отражения                                                                      | 1991        | [ 15 ]        |
| 6 (I)                                                             |             | Эваристу ду Эспириту Санту Карвалью (1941—2022) порт. Evaristo do Espírito Santo Carvalho                           | 7 июля 1994      | 25 октября 1994  | Партия демократической конвергенции — группа отражения                                                                      | 1991        | [ 16 ] [ 17 ] |
|                                                                   | независимый | Эваристу ду Эспириту Санту Карвалью (1941—2022) порт. Evaristo do Espírito Santo Carvalho                           | 7 июля 1994      | 25 октября 1994  | | 1991        | [ 16 ] [ 17 ] |
| 7                                                                 |             | Карлуш Алберту Монтейру Диаш да Граса (1931—2013) порт. Carlos Alberto Monteiro Dias da Graça                       | 25 октября 1994  | 15 августа 1995  | Движение за освобождение Сан-Томе и Принсипи / Социал-демократическая партия                                                | 1994        | [ 18 ] [ 19 ] |
| должность вакантна с 15 августа 1995 года до 21 августа 1995 года |             | |                  |                  | |             |               |
| 7                                                                 |             | Карлуш Алберту Монтейру Диаш да Граса (1931—2013) порт. Carlos Alberto Monteiro Dias da Graça                       | 21 августа 1995  | 31 декабря 1995  | Движение за освобождение Сан-Томе и Принсипи / Социал-демократическая партия                                                | [ комм. 6 ] | [ 18 ] [ 19 ] |
| 8                                                                 |             | Арминду Ваш д’Алмейда (1953—2016) порт. Armindo Vaz d'Almeida                                                       | 31 декабря 1995  | 19 ноября 1996   | Движение за освобождение Сан-Томе и Принсипи / Социал-демократическая партия                                                | [ комм. 6 ] | [ 20 ] [ 21 ] |
| 9                                                                 |             | Раул Вагнер Консейсан Браганса Нету (1946—2014) порт. Raul Wagner da Conceição Bragança Neto                        | 19 ноября 1996   | 5 января 1999    | Движение за освобождение Сан-Томе и Принсипи / Социал-демократическая партия                                                | [ комм. 6 ] | [ 22 ] [ 23 ] |
| 10                                                                |             | Гильерме Посер да Кошта (1953—) порт. Guilherme Posser da Costa                                                     | 5 января 1999    | 26 сентября 2001 | Движение за освобождение Сан-Томе и Принсипи / Социал-демократическая партия                                                | 1998        | [ 24 ] [ 25 ] |
| 6 (II)                                                            |             | Эваристу ду Эспириту Санту Карвалью (1941—2022) порт. Evaristo do Espírito Santo Carvalho                           | 26 сентября 2001 | 28 марта 2002    | Независимое демократическое действие                                                                                        | 1998        | [ 16 ] [ 17 ] |
| 11 (I)                                                            |             | Габриэл Арсанжу Феррейра да Кошта (1954—) порт. Gabriel Arcanjo Ferreira da Costa                                   | 28 марта 2002    | 7 октября 2002   | Движение за освобождение Сан-Томе и Принсипи / Социал-демократическая партия                                                | 2002        | [ 26 ] [ 27 ] |
| 12                                                                |             | Мария даш Невеш Кейта Баптишта ди Суза (1958—) порт. Maria das Neves Ceita Baptista de Sousa                        | 7 октября 2002   | 16 июля 2003     | Движение за освобождение Сан-Томе и Принсипи / Социал-демократическая партия                                                | 2002        | [ 28 ] [ 29 ] |
| должность вакантна с 16 июля 2003 года до 23 июля 2003 года       |             | |                  |                  | |             |               |
| 12                                                                |             | Мария даш Невеш Кейта Баптишта ди Суза (1958—) порт. Maria das Neves Ceita Baptista de Sousa                        | 23 июля 2003     | 18 сентября 2004 | Движение за освобождение Сан-Томе и Принсипи / Социал-демократическая партия                                                | [ комм. 6 ] | [ 28 ] [ 29 ] |
| 13                                                                |             | Дамиан Ваш д’Алмейда (1951—) порт. Damião Vaz d'Almeida                                                             | 18 сентября 2004 | 8 июня 2005      | Движение за освобождение Сан-Томе и Принсипи / Социал-демократическая партия                                                | [ комм. 6 ] | [ 30 ] [ 31 ] |
| 14                                                                |             | Мария ду Карму Тровоада Пиреш ди Карвалью Силвейра (1961—) порт. Maria do Carmo Trovoada Pires de Carvalho Silveira | 8 июня 2005      | 21 апреля 2006   | Движение за освобождение Сан-Томе и Принсипи / Социал-демократическая партия                                                | [ комм. 6 ] | [ 32 ] [ 33 ] |
| 15                                                                |             | Томе Суареш да Вера Круш (1956—) порт. Tomé Soares da Vera Cruz                                                     | 21 апреля 2006   | 14 февраля 2008  | Демократическое движение сил перемен — Либеральная партия                                                                   | 2006        | [ 34 ] [ 35 ] |
| 16 (I)                                                            |             | Патрис Эмери Тровоада (1962—) порт. Patrice Emery Trovoada                                                          | 14 февраля 2008  | 22 июня 2008     | Независимое демократическое действие                                                                                        | 2006        | [ 36 ] [ 37 ] |
| 17                                                                |             | Жаким Рафаэл Бранку (1953—) порт. Joaquim Rafael Branco                                                             | 22 июня 2008     | 14 августа 2010  | Движение за освобождение Сан-Томе и Принсипи / Социал-демократическая партия                                                | 2006        | [ 38 ] [ 39 ] |
| 16 (II)                                                           |             | Патрис Эмери Тровоада (1962—) порт. Patrice Emery Trovoada                                                          | 14 августа 2010  | 12 декабря 2012  | Независимое демократическое действие                                                                                        | 2010        | [ 36 ] [ 37 ] |
| 11 (II)                                                           |             | Габриэл Арсанжу Феррейра да Кошта (1954—) порт. Gabriel Arcanjo Ferreira da Costa                                   | 12 декабря 2012  | 25 декабря 2014  | Движение за освобождение Сан-Томе и Принсипи / Социал-демократическая партия                                                | 2010        | [ 26 ] [ 40 ] |
| 16 (III)                                                          |             | Патрис Эмери Тровоада (1962—) порт. Patrice Emery Trovoada                                                          | 25 декабря 2014  | 3 декабря 2018   | Независимое демократическое действие                                                                                        | 2014        | [ 36 ] [ 37 ] |
| 18                                                                |             | Жорже Лопеш Бом Жесуш (1962—) порт. Jorge Lopes Bom Jesus                                                           | 3 декабря 2018   | 11 ноября 2022   | Движение за освобождение Сан-Томе и Принсипи / Социал-демократическая партия                                                | 2018        | [ 41 ] [ 42 ] |
| 16 (IV)                                                           |             | Патрис Эмери Тровоада (1962—) порт. Patrice Emery Trovoada                                                          | 11 ноября 2022   | 14 января 2025   | Независимое демократическое действие                                                                                        | 2022        | [ 36 ] [ 37 ] |
| 19                                                                |             | Америку д’Оливейра душ Рамуш (1957—) порт. Américo d'Oliveira dos Ramos                                             | 14 января 2025   | действующий      | Независимое демократическое действие                                                                                        | 2022        | [ 43 ]        |